# Саратовский, Сергей Васильевич
Сергей Васильевич Саратовский (27.05.1914, Москва — 25.11.1982, там же) — советский инженер, конструктор, специалист в области технологии ядерных боеприпасов.

## Биография
В 1933—1982 гг. работал во ВНИИА в должностях от конструктора до первого заместителя главного инженера по новой технике и технологии.

## Награды
Сталинская премия 1952 года — за создание нового самолётного оборудования.
Два ордена Ленина (1955, 1971), орден «Знак Почёта» (1945), два ордена Трудового Красного Знамени (1953, 1962), медали «За оборону Москвы», «За доблестный труд в Великой Отечественной войне 1941—1945 гг.», «Ветеран труда», «За доблестный труд. В ознаменование 100-летия со дня рождения В. И. Ленина», «В память 800-летия Москвы», «30 лет Победы в Великой Отечественной войне».